# Историјски округ Гјумри
Историјски округ Гјумри, такође познат као Историјски и културни музеј-резерват Гјумри, најстарији је део Гјумрија са својом јединственом архитектуром. Има више од хиљаду зграда које датирају из 19. и 20. века. Округ је једно од ретких места у Јерменији, али и у свету, са аутентичном урбаном јерменском архитектуром. Скоро све структуре округа Кумаири преживеле су два велика земљотреса 1926. и 1988. године. Историјски округ Гјумри заузима централни и западни део данашњег Гјумрија.

## Историја
Област се први пут помиње као Гјумри у историјским Урартским натписима који датирају из 8. века пре нове ере. Историчари верују да је Ксенофонт прошао кроз Гјумри током свог повратка на Црно море, путовања овековеченог у његовој Анабази.
Гјумри се поново помиње 773. године у извештајима о побуни против арапске доминације коју је предводио Артавазд Мамикоњан која је резултирала оживљавањем јерменске државности. Касније, током и после владавине Багратида, Гјумри се развио у добро изграђен модеран град који је био центар трговине за регион.
Године 1804. руске снаге контролисале су област Ширак на почетку Руско-персијског рата 1804–1813. Гјумри је званично постао део Руске империје Ђулистанским споразумом.
Током периода руске владавине, Гјумри је постао један од градова у развоју у Закавказју. Године 1829, након руско-турског рата, дошло је до великог прилива јерменског становништва, јер се око 3.000 породица које су мигрирале са територија у Отоманском царству - посебно из градова Карса, Ерзурума и Догубајазита - населило у Куми и околини.
Велика руска тврђава је подигнута на том месту 1837. Гјумри је коначно формиран као град 1840. године да би постао центар новооснованог Александропољског округа, који је доживљавао брз раст током своје прве деценије. Године 1849. Александропољски војвод је постао део Ериванске губерније. Град је био важна испостава руских царских оружаних снага у Закавказу где су биле успостављене њихове војне касарне (нпр. у Полигонсу, Северском, Казачи Пост). Руси су изградили тврђаву Сев Берд на западној ивици града током 1830-их као одговор на руско-турски рат 1828–1829.
Александропољ је брзо претворен у један од главних центара руских трупа током руско-турског рата 1877–1878. Након успостављања железничке станице 1899. године, Александропољ је доживео значајан раст и постао највећи град у источној Јерменији. До краја 19. века, Александропољ је био дом за 430 продавница, као и неколико радионица и културних институција.
Већина историјских зграда у Гјумрију датира из 19. и 20. века. Споменици попут домова важних јерменских културних личности и богатих породица из предсовјетског периода, као и неколико цркава, укључујући руску капелу, и даље постоје.

## Споменици
Историјски округ садржи око 1.600 споменика од културног значаја који заузимају улице Горког, Абовјан, Руставели и Вардапетс. 

### Дзитогтјан Музеј националне архитектуре
Кућу породице Дзитогтјан саградила су 1872. године четири брата који су се доселили из западнојерменског села Дзитогх у град Александропољ.  Грађена је од чувеног ширачког црвеног туфа.
Кућа-музеј, излаже збирку карактеристика александропољског друштвеног живота, од 19. века до 1920-их година. Такође садржи културне, архитектонске и верске аспекте града. 

### Галерија сестара Маријам и Еранухи Асламазјан
Галерија се налази поред централног трга Гјумрија. Зграду је као приватну резиденцију 1880. године изградила породица Кесхисхиан, за коју се знало да су богати трговци. После разорног земљотреса 1988. године зграда галерије је дата бескућницима и поново је отворена 2004.  То је једини музеј назван по уметницима и посвећен уметницама у Јерменији. Ова зграда је под заштитом владе од 1980. године као историјско и културно наслеђе.

### Црква Светог Спаситеља, Гјумри
Јерменска апостолска црква у центру Гјумрија. Завршен је 1872. године, а освећен 1873. године. Изградња је реализована донацијама становништва Гјумрија и породице Дрампјан.
Дизајн цркве је изведен из архитектуре катедрале Ани. Међутим, црква Светог Спаситеља је много већа од катедрале Ани.

### Кућа-музеј Хованес Шираз
Зграда је изграђена 1886. године од црвеног туфа из провинције Ширак и била је дом богатог трговца по имену Кесхисхиан. Током већег дела совјетског периода, коришћен је као складиште. У јулу 1983., не желећи да чекају Ширазову смрт да би му одали почаст, владини званичници понудили су Ширазу дом за живот. Међутим, песник је у овој кући живео само годину дана, пошто је умро у марту 1984. 
Да би се сачувала његова заоставштина, зграда је касније одлуком Владе Јерменије постала кућа-музеј.

### Црна тврђава
Црна тврђава која је подигнута на врху брда након руске контроле над регионом. Пуно утврђење трајало је деценију након што је положено прво камење 1834. године. Тврђава је округла грађевина од 360 степени од црног камена, по чему је и добила име. Након руског губитка у Кримском рату, Сев Берд је унапређен и проглашен за „првокласну“ тврђаву. Никада није био под опсадом, али је био од стратешког значаја у победама над Турцима у наредним ратовима који су трајали до 1878. Тврђава је спуштена на статус „друге класе“ 1887. године, након последњег руско-турског рата 1877–1878, у којем је Русија добила упоришта у Карсу и Батумију. 

### Катедрала Пресвете Богородице, Гјумри
Саграђена 1884. године, црква Пресвете Богородице припада крстообразном стилу јерменских цркава спољашњег правоугаоног облика. Звоник се налази на врху главног улаза на западној страни објекта. На врху цркве налази се велика купола у средини окружена са 2 мање куполе. За разлику од других јерменских цркава, олтар код Пресвете Богородице је јединствен по својој вишеиконичној декорацији.

### Полоз Мукуч Бирхаус
Ресторан и истакнута пивница у Гјумрију. Отворен је током 1960-их у Совјетској Јерменији и налази се у историјском округу Кумаири. Заузима стару вилу изграђену 1860-их. Пивница је добила име по хумористи Мкртичу Мелкоњану (1881-1931), родом из Гјумрија, познатијем као Полоз Мукуч. Данас је пивница једна од истакнутих знаменитости града Гјумрија. 

### Хотел Париз
Рафаелијанова кућа, коју је 1880-их изградила богата породица тог имена као стамбена зграда за изнајмљивање. Касније је зграда постала хотел Париз, а током совјетског периода служила је као породилиште. Тренутно зграду реконструишу њени приватни власници. 

### Руска православна црква
Црква је подигнута у јужном делу града. У првој половини 19. века брдо је коришћено као хришћанско гробље, где су сахрањивани цивили и војници. Године 1853. комплекс је добио име „Брдо части“. Ова црква је живописан пример мале класичне руске цркве изграђене од јерменског црног туфа и носи име Светог Михаила Архистратига. Због лименог материјала крова, Александропољци су користили плплан (што значи блистав или блистав) за описивање куполе цркве. За време совјетске владавине црква је служила као остава. 